# Hermann Stephanus
Hermann Heinrich Stephanus (geboren 29. März 1827 in Hannover; gestorben 16. Oktober 1899 in Linden) war ein deutscher Unternehmer und Politiker der Deutsch-Hannoverschen Partei (DHP).

## Leben

### Familie
Stephanus war seit 1855 mit Elisabeth geb. Crusius (geboren 1837) verheiratet, der Tochter des Philologen und Gymnasiallehrers Gottlob Christian Crusius (1785–1848).
Sohn Richard Stephanus war eines von fünf Kindern des Ehepaares.

### Porträts
Der königlich hannoversche Hofmaler Carl Oesterley schuf mindestens zwei Gemälde, Öl auf Leinwand, von Mitgliedern der Familie; Höhe 69 cm × Breite 54 cm:
- 1856 von Elisabeth Stephanus, geborene Crusius;[4]
- 1862 von Hermann Stephanus.[4]

### Werdegang
Hermann Stephanus wurde wenige Jahre vor Beginn der Industrialisierung zur Zeit des Königreichs Hannover geboren. Er besaß eine Ziegelei, und ließ 1870 für sich und seine Familie die Villa Stephanus an der Davenstedter Straße in Linden erbauen.
In der Gründerzeit des Wilhelminischen Kaiserreichs wurde Stephanus im April 1872 Beigeordneter und stellvertretender Gemeindevorsteher in Linden gewählt, am 1. Dezember 1882 dann zum kommissarischen Gemeindevorsteher.
Am 1. April 1883 erhielt die Gemeinde Linden „das Recht, einen juristisch gebildeten Bürgermeister anzustellen. Gewählt... (wurde am 1. April 1883) der hannoversche Senator Georg Lichtenberg.“ Ab dem 3. September 1883 war Stephanus stellvertretender Bürgermeister Lindens und brachte als solcher 1885 die Verhandlungen über die Verleihung des Stadtrechts an Linden zum Abschluss.
Von 1885 bis 1888 war Stephanus Mitglied im Preußischen Abgeordnetenhaus. Bei den Reichstagswahlen für die Deutsch-Hannoversche Partei (DHP) war er jedoch nicht erfolgreich.
Aus gesundheitlichen Gründen schied er zum 1. Oktober 1899 aus dem Lindener Magistrat aus.

## Stiftungen
Stephanus gründete mehrere Stiftungen. Die Stephanus-Stiftung für die Armen von Linden stattete er mit einem Stiftungskapital von 500.000 Mark aus.

## Stephanusstraße
Noch zu Lebzeiten wurde 1895 die Benennung der Stephanusstraße in Linden-Mitte nach dem Senator beschlossen, sie wurde jedoch erst 1905 tatsächlich angelegt.

## Archivalien
Archivalien von und über Hermann Heinrich Stephanus finden sich beispielsweise
- im Stadtarchiv Hannover zum Titel „Große Stephanus-Stiftung“ in den Unterlagen Stiftungen und Vermächtnisse, Bestand in der Hauptregistratur, Archivnummer StadtA H 1.HR.11[8]